# 퀸 라티파
퀸 라티파(Queen Latifah, 1970년 3월 18일 ~ )는 미국의 래퍼, 가수, 배우이다.

## 음반 목록
- All Hail the Queen (1989)
- Nature of a Sista (1991)
- Black Reign (1993)
- Order in the Court (1998)
- The Dana Owens Album (2004)
- Trav'lin' Light (2007)
- Persona (2009)

## 출연 작품
- 라스트 홀리데이 (2006) - 조지아 버드 역
- 벌들의 비밀 생활 (2008) - 어거스트 보트라이트 역
- 발렌타인 데이 (2010) - 폴라 토머스 역
- 걸즈 트립 (2019)
- 더 이퀄라이저 (2021) - 로빈 맥콜 역